# میان رز
میان رز، روستایی سرسبز و  زیبا از توابع بخش سردار جنگل شهرستان فومن در استان گیلان ایران است.

## جمعیت
این روستای زیبای زیبا در دهستان سردارجنگل ماکلوان قرار دارد، زبان اهالی این روستا تالشی و براساس سرشماری مرکز آمار ایران در سال ۱۳۸۵، جمعیت آن۲۹۵ نفر (۱۰۶خانوار) بوده‌است.